# うる星やつら オンリー・ユー
『うる星やつら オンリー・ユー』（うるせいやつら オンリー・ユー）は、1983年2月11日より東宝系で公開された、日本の長編アニメーション映画。高橋留美子原作のテレビアニメ『うる星やつら』（1981年版）の劇場版アニメシリーズ第1作である。同時上映作品は『ションベン・ライダー』（監督 - 相米慎二、主演 - 河合美智子）。

## 概要
『うる星やつら』劇場版アニメシリーズの1作目で、アニメーション監督・押井守の実質上の劇場版アニメ初監督作品である。オリジナルストーリーの作品であり、原作者の高橋留美子からは絶賛されたが、押井はこの作品を「完全な失敗作・大きいテレビ」と後に語っている。
公開対談で押井は「本来この作品は別の監督が就任して作業をしていたが、途中で勝手に降板したため、結局自分がやる羽目になった」ということを述べている。押井が参加した時点での制作状況は、原作者から示されたオリジナルキャラクター「エル」のイラストと、メカデザインが数点と完成していた脚本のみで、それ以外は全く進行しておらず、期限は残り5ヶ月という最悪の状態でのスタートであった。さらに押井は脚本に不満を抱き、内容を改変したものをそのまま絵コンテに切っていった。プロデューサーや脚本家の金春智子からクレームが付いたが、すでに期限が迫っており、結局押井の修正したストーリーがそのまま採用された。
パロディが多く、ダスティン・ホフマン主演の映画『卒業』をイメージしたシーンは有名。
公開時、併映作品との関係から上映時間を89分と短くすることとなり、これにより一部のシーンがカットされた。後にファンの声に応え、カットされたシーンを加えて104分に再編集した『うる星やつら オンリーユー（ノーカット版）』が、『うる星やつら』の公式ファンクラブのイベント内で公開された。だが、このノーカット版を『プロデューサーズ・カット』と揶揄する押井は「やっぱり長過ぎた」と後に語っている。
ノーカット版でも使用されなかった完成フィルムも多々存在する。その中でも一番尺が長いものは星間タクシー内でのメガネ達の宴会シーンで、その他にも本編中盤まで細かい未使用カットがあり、それらについては公開当時発売されたフィルムコミック上巻に台詞入りで収録されている。
音楽を担当したのは、テレビアニメの製作にも参加した安西史孝で、当時1000万円以上と高価だったシンセサイザー『フェアライトCMI』を用いBGMを演奏、独特な音色で作品の世界を表現している。また、当時は珍しかったオーケストラル・ヒットを使用した。他にも、原作者・高橋留美子の叫び声をサンプリング・加工し、BGMとして使用するなど、実験的な試みを多く行っていることも特色である。

## あらすじ
影踏み遊びをするシルエットの少年と少女。影踏みに勝ったと主張する少年は、少女から11年後に結婚しようと告げられる。そして少女は宇宙へと去っていった。
ある日、諸星あたるのクラスメイトやラムの友人達に、あたるとエルという女との結婚式の招待状が次々と届けられた。あたるには「エル」という宇宙人の婚約者が既に存在しているというのだ。あたるはラム親衛隊のメガネ達から拷問され、三宅しのぶからは凄まれ、私設軍隊を引き連れた面堂終太郎には「たたっ斬る」と息巻かれ、ついにはラムの電撃を受けて問い詰められるが、あたるにはそんな記憶は全くない。しかしエルからの使い・ババラが現われ、エルが美人であると聞くと、いつもの浮気癖を出したあたるはあっさり約束を受けた。
ラムは事情を聞いて地球に来た弁天と相談し、あたるとその両親を始め、面堂・しのぶ・サクラ・錯乱坊・ラム親衛隊らの友引町のメンバーをバス型UFOに巻き込んで宇宙の果てへ飛び立つ。宇宙空間でラムの両親や、弁天、海王星のおユキ、ラン、レイ、クラマ姫などと合流し、エルよりも先にあたると結婚式を挙げようとしたが、その前にあたるを奪いに来たエル星の艦隊が立ち塞がる。激怒したラムの父はエル軍との宇宙戦争を宣言。交戦開始寸前の状況まで発展するが、その隙にエル星のスパイであるロゼの手により、あたる（と面堂やメガネ達までも）が連れ去られてしまう。ラムはあたるを取り戻すため戦闘機に乗り追跡するが、修理中であったこの機体はエンジンが爆発してしまう。「ラム！」爆発を見たあたるはラムの身を案じて叫ぶが、ラムが救出カプセルで脱出し一命を取り留めたのを見て胸を撫で下ろした。ラムの叫びも空しく、結局あたるはエル星艦隊と共に去っていった。
エルとはエル星の若き女王であった。彼女と結婚すれば当然「王」となるあたるは、ハーレムが作れると有頂天になる。しかし、エルの横取りを画策した面堂が、エルの宇宙中の美形コレクションの10万人目として選ばれ、コールドスリープ処理をされかける。その現場をメガネたちとともに見てしまったあたるは、必死に「心から愛している」と許しを請うエルを「浮気者」と罵り、婚約破棄を宣言した。しかしエルはそんなあたるを「誰にも渡さない」と拘束し、「なぜそこまで執着するのか」と訝るババラをよそに、結婚式を強行することを決定する。テンと共に牢屋に入れられたあたるは、牛丼を貪り食いながらラムの愛情を感じ始めていた。
一方、母星に帰還したラムもあたるへの想いを断ち切れずにいたが、冷凍処理されエル星から送り返されてきた面堂達から話を聞き、あたるを奪還するため、挙式当日に変装して招待客に紛れてエル星に潜り込む。ラムの決意に気づいた弁天、おユキ、ラン、レイ、クラマ達も後を追ってエル星に潜入し、繁華街や各地で行動を開始する。コールドスリープされていた美男達を解放するなど暴動を起こしてエル軍の警戒を引きつけている間に、ラムはあたるのいる結婚式場へと向かい、あわや誓いのキス成立かというところで式に乱入する。ラムの呼びかけに応えたあたるはラムを抱き締め、弁天達と一緒にバスUFOで脱出を試みるが、あたるに懸命にしがみついていたエルも一緒に引き揚げられ、弾みでバスUFOのワープ装置が作動、大容量惑星の引力圏内でワープしてしまったために時空が変化し、過去へとタイムワープしてしまう。
一同が飛んだのは奇しくも11年前の地球。そこには、夕暮れの公園で無邪気に遊ぶ、あの幼き日のあたるとエルの姿があった。そこで一同は、当時のあたるがエルの影を踏んだと嘘をついていたことを知る。このため結婚契約が無効になってしまい、あたるたちは解放され、エルは冷酷な女王に戻っていく。
エル星から帰還するとそこは巨大な教会の中だった。あたるとラムの結婚式がサプライズとして盛大に行われたが、誓いのキスの寸前にあたるは「嫌だ！」と絶叫して逃げ出す。あたるとラムの『鬼ごっこ』は大勢の人間を巻き込んで続いていく。

## 登場人物
- ラム - 平野文[2]
- 諸星あたる - 古川登志夫[2]
- 三宅しのぶ - 島津冴子[2]
- 面堂終太郎 - 神谷明[2]
- テン - 杉山佳寿子[2]
- 錯乱坊（チェリー） - 永井一郎[2]
- サクラ - 鷲尾真知子[2]
- メガネ - 千葉繁
- パーマ - 村山明
- カクガリ - 野村信次
- チビ - 二又一成
- あたるの父 - 緒方賢一[2]
- あたるの母 - 佐久間なつみ[2]
- ラムの父 - 沢りつお
- ラムの母 - 山田礼子
- ラン - 井上瑤[2]
- お雪 - 小原乃梨子
- 弁天 - 三田ゆう子
- クラマ姫 - 吉田理保子
- レイ - 玄田哲章

### ゲストキャラクター
エル・ド・ローゼンバッハ
声 - 榊原良子（幼少期：詩織）
エル星の888代目女王。ショートの赤毛に白い薔薇の髪飾りを付けた美少女。11年前の地球で、6歳のあたるとした影踏みの約束を大切にし、あたるのことを一途に思い続け、ラムからあたるを奪い去った。趣味は美少年のコレクションで、冷蔵庫型の倉庫に数多くの婚約者が冷凍保存されている。あたるとの結婚が破談になるとクールな女王に戻るが、あたるのことを心から愛しており人知れず涙した。劇中ではあたるのことを「ハニー」と呼ぶ。
ババラ
声 - 京田尚子
エルの乳母。エルからの使者として地球に現れた。
ロゼ
声 - 丸山裕子
エルの教育係。スパイも兼ねており、ラムの後を尾行し、鬼族の艦隊に潜り込んであたるをさらう。あたるだけを連れて来るようにという命令に対し、メガネたちラム親衛隊、面堂、しのぶ、テンらまで連れてきてしまったためひどく叱責され、やけ酒に暮れる。あたるの誘拐の際に、ラムに変装するが全く似ておらず、すぐにばれてしまった。
司令
声 - 青木和代
エル星の軍司令官。弁天達がエル星各所で起こした暴動を鎮圧するために部下に指示をしていた。
エル星艦長
声 - 松谷祐子
エル星の宇宙戦艦の艦長。あたるを迎えに現れるが、美人だったため当初あたるに「エル」と間違えられる。声を当てた松谷裕子は1981年版テレビアニメの初代主題歌『ラムのラブソング』『宇宙は大ヘンだ！』の歌い手である。
門衛A・B
声 - 田中秀之、塩屋翼
ドライバー
声 - 桜庭裕一
バス型UFOの運転手。緑色の海獣型の宇宙人で、帽子とネクタイを着用している。
ドライバー助手
声 - 島田敏
ラム艦艦長
声 - 寺田誠
アナウンサー
声 - 伊沢弘
子供A・B
声 - 鈴木一輝、藤枝成子
冒頭で影踏み遊びをするシルエットの少年と少女。
役名表記なし
声 - 滝沢久美子、高木早苗、花咲きよみ

## スタッフ
- 原作 - 高橋留美子[2]
- 監督・脚色・絵コンテ - 押井守[2]
- 製作[注 8] - 多賀英典[2]
- 企画 - 落合茂一[2]
- 脚本 - 金春智子[2]
- 音楽 - 小林泉美[3]、安西史孝[3]、天野正道[3]
- 音楽監督 - 早川裕[2]
- 美術監督・美術設定 - 新井寅雄[2]
- 作画監督 - 青嶋克己[2]、遠藤裕一[2]、高沢孫一
- メカニック監督 - 山下将仁[2]
- 演出 - 安濃高志[2]
- 撮影監督 - 若菜章夫[2]
- 音響監督 - 斯波重治[2]
- アニメーション制作プロデューサー - 布川ゆうじ
- カラーデザイン - 石黒ちえこ
- 編集 - 森田清次、川瀬みどり、宮内季美子
- キャラクターデザイン - 高田明美、高沢孫一
- プロローグ・アニメーション - 中村泰敏
- エンディング・アニメーション - 南家こうじ
- 音響制作 - オムニバス・プロモーション
- 製作協力 - スタジオぴえろ[2]
- 製作 - キティ・フィルム
- 配給 - 東宝[3]

## 主題歌・挿入歌
「I, I, You & 愛」
小林泉美による主題歌。作詞は安藤芳彦、作曲・編曲は小林泉美。
本楽曲は映画の公開に合わせてテレビアニメのエンディングテーマとしても使用された。
「星空サイクリング」
ヴァージンVSによる挿入歌。作詞・作曲・編曲はヴァージンVS。
本楽曲もテレビアニメのエンディングテーマとして使用された。映像での曲名表記は「星空のサイクリング」となっている。原曲は同じくヴァージンVSの「コズミック・サイクラー」である。
「ラムのバラード」
平野文による挿入歌。作詞は實川翔、作曲・編曲は西村コージ。
「影ふみのワルツ」
詩織による挿入歌。作詞は藤田詩織、作曲・編曲は西村コージ。

## 評価
テレビアニメの劇場版の王道ともいえるふんだんにファンサービスを加えた作風は、原作者やファン、スポンサーからは歓迎されたが、映画監督の金子修介によると、伊丹十三（当時はまだ俳優）から「甘いケーキ菓子のような映画」と評された。
初めて対談した宮崎駿からは「パロディが映画を高めていない」「時計塔に見覚えのある歯車が回っていて、（『ルパン三世 カリオストロの城』などの）設定を盗んだ感じしかしない」「戦争に加担しているラムたちが戦争に対して無感動」「宇宙船の窓から戦争を見てるのに、その宇宙船には窓がない」「冒頭のように宇宙船が日本に現れたら大騒ぎになるはず」などと批判された。ただし宮崎は、テレビアニメの押井の演出（特に第86話の髪の表現など）は高評価している。
押井自身も、本作をダメな映画の例だと自認しているが、実質の製作期間が4ヶ月と短期間で修正する余裕がなく、「男の自分にはラムの気持ちが理解できない」「すでにやった事のある描写（第1話のラムの登場に対する市民の反応）はしたくなかったが、劇中のような演出（宇宙船から老婆が登場）しか思いつかなかった」と語っている。また、併映作品であった相米慎二監督の『ションベン・ライダー』が本作品と比べ、あまりにも監督の自由が反映された作風であったことに、押井は衝撃を受けたという。これらの経験が、次回作の『うる星やつら2 ビューティフル・ドリーマー』以降、押井の作家性を大きく打ち出すことに繋がってゆく。

## 関連商品

### 映像ソフト化
いずれもノーカット版が収録されている。
- LD（レーザーディスク）は1998年6月17日に発売[7]。
- DVDは2000年3月27日に発売[8]。また、ハイビジョン・ニューマスター版DVDは2001年12月19日に発売された[9]。
- 2015年6月24日発売のBlu-ray「劇場版『うる星やつら』Blu-ray BOX」に、本作品のデジタルリマスター版が収録されている[10][11]。

### サウンドトラック
| タイトル                                                                      | 規格 | 発売日        | 規格品番    | 発売元               | 備考      |
| ----------------------------------------------------------------------------- | ---- | ------------- | ----------- | -------------------- | --------- |
| うる星やつら オンリー・ユー オリジナルサウンドトラック 音楽編（BGM）          | LP   | 1983年2月     | C25G0160    | キャニオン・レコード |           |
| うる星やつら オンリー・ユー オリジナルサウンドトラック 音楽編（BGM）          | CT   | 1983年2月     | 25P7262     | ポニー               |           |
| 完全収録版『うる星やつら オンリー・ユー』 オリジナルサウンドトラック ドラマ編 | LP   | 1983年3月     | C38G0166    | キャニオン・レコード |           |
| 完全収録版『うる星やつら オンリー・ユー』 オリジナルサウンドトラック ドラマ編 | CT   | 1983年3月     | 38P7034     | ポニー               |           |
| 完全収録版『うる星やつら オンリー・ユー』 オリジナルサウンドトラック ドラマ編 | CD   | 1991年6月25日 | KTCR-1095/6 | キティレコード       | [ 注 10 ] |
| うる星やつら オンリー・ユー 映画BGM集 Ⅰ                                       | CD   | 1986年3月21日 | H30K20023   | キティレコード       |           |
| うる星やつら オンリー・ユー 映画BGM集 Ⅰ                                       | CD   | 1991年6月25日 | KTCR-1090   | キティレコード       |           |

## テレビ放送
1984年4月20日、フジテレビ系列の『金曜ファミリーワイド』枠で放送された。